# Битва при Навас-де-Мембрилье
Битва при Навас-де-Мембрилье произошла 29 декабря 1811 года возле Мериды, в Испания. Британская легкая кавалерия генерала Роланда Хилла атаковала небольшую имперскую французскую армию во главе с капитаном Неве. Французские солдаты, построившись в каре, нанесли британским кавалеристам поражение. Это сражение рассматривается историком Яном Флетчером как «один из самых разочаровывающих эпизодов действия кавалерии на Пиренеях».

## Предыстория
В последние дни 1812 года командующий англо-португальской армией Артур Уэлсли, виконт Веллингтон, хотел отвлечь французские войска под командованием маршала Жана де Дьё Сульта, которые осаждали Тарифу. Поэтому он попросил генерал-майора Роланда Хилла провести рейд против французской 5-й пехотной дивизии генерала Людвика Матеуша Дембовского (Луи Матьё Дамбовски), расположенной в Мериде. 27 декабря Хилл отправился в Испанию с армией 12 тыс. человек, и на следующий день достиг деревни Ла-Рокка в 30 километрах от Мериды. В то же время туда в поисках продовольствия подошло небольшое французское войско. Оно состояло из трёх рот французского 88-го пехотного полка под командованием капитана Неве и отряда гусаров, в общей сложности около 400 человек.

## Битва

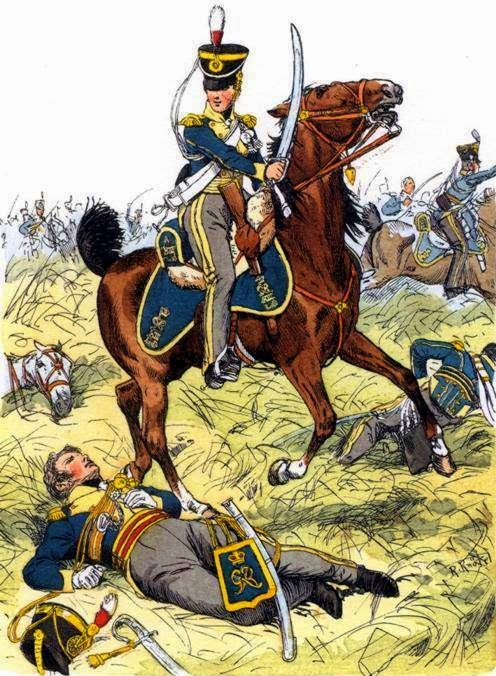
Атака британских лёгких драгунов. Рисунок Рихарда Кнётеля. Два эскадрона 13-й лёгкого драгунского полка участвовали в битве при Навас-де-Мембрилье 29 декабря 1811 года.

29 декабря авангард Хилла атаковал отряд французских гусар близ деревни Навас-де-Мембрильо. Гусары быстро сообщили об этом капитану Неве, который решил отступить к Мериде. Увидев это, Хилл приказал своей кавалерии без поддержки пехоты преследовать убегающих французов.
2-й гусарский полк Королевского германского легиона и два эскадрона 13-го лёгкого драгунского полка атаковали отряд Неве, но французы построились в каре посреди леса, и ряды нападающие пришли в беспорядок из-за пробковых деревьев, защищавших французских солдат. Французы пять раз отбивали атаки дезорганизованной британской кавалерии метким огнём. Солдатам Неве удалось уйти в сторону Мериды, несмотря на то, что в конце битвы на поле боя прибыла британская артиллерия.

## Итог и анализ
Британцы потеряли 3 убитых и 37 раненых. Другой источник указывает 36 раненых. Французы потеряли только 2 убитых и 9 раненых под огнём британской артиллерии, и ни одного пострадавшего от кавалерии. Хилл был очень недоволен этой неудачей, потому что она лишила его шансов на успех всей экспедиции. Однако генерал Дамбовски, когда ему сообщили о приближении Хилла, решил покинуть Мериду и присоединиться к маршалу Сульту в Андалусии. Вскоре после этого Хилл занял город и продолжал действовать на испанской земле, прежде чем вернуться в Португалию.
С британской точки зрения, историк Ян Флетчер считал, что битва при Навас-де-Мембрильо «один из самых разочаровывающих эпизодов действия кавалерии на Пиренеях». Он сравнил этот бой с битвой при Баркилье, произошедшей в июле 1810 года в аналогичных условиях (неудачная кавалерийская атака против пехоты, выстроенной в каре). В случае Навас-де-Мембрильо, правильное использование французами ландшафта, мастерство капитана Неве и крепкая дисциплина его солдат привели к поражению британцев, но не поставили под сомнение поведение британских кавалеристов, «которые не могли действовать лучше, чем они действовали».